# マイウェン
マイウェン（仏: Maïwenn、1976年4月17日 - ）はフランス・パリ近郊レ・リラ出身の女優、映画監督、脚本家。
2002年まではマイウェン・ル・ベスコ（仏：Maïwenn Le Besco）名義で活動していた。愛称ウィンウィン（Ouin-ouin）。女優のイジルド・ル・ベスコは妹。

## 略歴
母は俳優のカトリーヌ・ベルコジャ（fr）。父親からはブルトン人とベトナム人、母親からはアルジェリアのカビル人の血を引く。3歳から子役として活動、1981年5歳で映画デビュー。以後人気子役・若手女優として活躍する。
1991年に映画プロデューサー、リュック・ベッソンと出会い女優業を一時中断、1993年にはベッソンとの間に1女をもうけている。1994年ベッソン監督の『レオン』への出演時は、ウィンウィン名であった。
1997年にベッソン制作の映画、『フィフス・エレメント』では異星人のオペラ歌手“ディーバ”を演じた。特殊メイクでの出演ではあったが世界的にはこれが彼女の代表作である。
ベッソンとの破局後はフランスに戻り女優活動を再開。以後は映画監督や制作もこなしている。
2007年のセザール賞では、最優秀主演女優賞に『Pardonnez-moi』の演技でノミネートされた。2011年の監督作品『パリ警視庁:未成年保護部隊』は第64回カンヌ国際映画祭審査員賞に選ばれ、第37回セザール賞作品賞、監督賞、オリジナル脚本賞にノミネートされた。

## 主な作品
- フィフス・エレメント Le Cinquième Élément (1996)
- ハイテンション Haute Tension (2003)
- Les Parisiens (2004)
- Le Courage d'aimer (2005)
- Pardonnez-moi (2006)（監督、脚本、製作兼任）
- パリ警視庁:未成年保護部隊 Polisse (2011)（監督、脚本兼任）
- 愛の犯罪者 L'Amour est un crime parfait (2013) ※別題『ラヴ・イズ・パーフェクト・クライム』
- モン・ロワ 愛を巡るそれぞれの理由 Mon Roi (2015)（監督、脚本）
- ジャンヌ・デュ・バリー 国王最期の愛人 Jeanne du Barry (2023)（監督、脚本、製作兼任）[1]